# 日本管楽合奏指揮者会議
日本管楽合奏指揮者会議（にほんかんがくがっそうしきしゃかいぎ、Japan Wind Ensemble Conductors Conference）は、日本の吹奏楽の振興を目的として2005年に設立された組織。略称はJWECC。

## 概要
2005年に第1回開催。2006年よりライヴCDを制作開始。岡山での「West」、四国での「ISLAND」、愛知での「MID」など同年に複数回開催されることもあった。2015年開催にて休止を発表、以降のTwitter・Facebookへの投稿が終了しWebサイトは閉鎖となった。その後、2018年には規模を縮小して開催された。
また課題曲クリニックやミニコンサートなどを含む吹奏楽イベント『吹奏”学”の日』に協賛、こちらはJWECC休止後も岡山、福井など各地で開催されている。
2010年にはJWECCのメインコンサートを契機としたプロフェッショナル吹奏楽団「名古屋アカデミックウインズ」が発足。

### 活動
- 第1回 - 2005年3月12-13日 山陽女子高等学校[注 2] 上代淑記念館2階ホール
- 第2回 - 2006年3月11-12日 おかやま山陽高等学校　おんじホール
- 第3回 - 2007年3月17-18日 くらしき作陽大学
- 第4回 - 2008年3月14-16日 くらしき作陽大学
- 第5回 - 2009年3月13-15日 愛知県岡崎市民会館・光ヶ丘女子高等学校
  - JWECC West - 2009年3月23日 おかやま山陽高等学校　おんじホール
- 第6回 - 2010年3月12-14日 愛知県岡崎市民会館・光ヶ丘女子高等学校
  - JWECC West - 2010年3月20-21日 愛媛県伊予郡松前総合文化センター
- 2011年
  - JWECC ISLAND - 2011年4月3日 高知県香南市のいちふれあいセンターサンホール
  - JWECC MID - 2011年4月9日 愛知県岡崎市民会館
  - JWECC2011 洗足（東日本大震災の影響により中止） - 2011年3月26-27日 洗足学園音楽大学前田ホール[1]
- JWECC2012 - 2012年4月7-8日 愛知県岡崎市民会館
- “モートン・グールド生誕１００年”
  - JWECC2013 Concert in FUCHU - 2013年3月31日 府中の森芸術劇場　どりーむホール
  - JWECC2013 MID 岡崎 - 2013年4月7日 愛知県岡崎市民会館・甲山会館
- “フレデリック・フェネル生誕100年”
  - JWECC2014 ISLAND - 2014年3月29-30日 愛媛県伊予郡松前総合文化センター
  - JWECC2014 MID - 2014年4月19-20日 愛知県岡崎市民会館
  - JWECC2014スペシャルコンサート『Dr.フェネルのお気に入り』名古屋アカデミックウインズ - 2014年4月19日 愛知県岡崎市民会館
  - JWECC2014スペシャルコンサート『テキサス大学ウインドアンサンブル世界一周ツアー』岡崎公演 - 2014年5月23日 愛知県岡崎市民会館[注 3]
- JWECC2015 - 2015年4月12日 名古屋国際会議場　センチュリーホール
  - 吹奏”学”の日 - 2015年4月2日 愛媛県伊予郡松前総合文化センター
  - 吹奏”学”の日 - 2015年4月19日 おかやま山陽高等学校　おんじホール
- JWECC2018 - 2018年4月9日 岡崎[注 1]

## 組織

### 顧問
- 保科洋 - 作曲家、兵庫教育大学名誉教授、くらしき作陽大学客員教授

### 会長
- 仲田守 - 元 東京佼成ウインドオーケストラ 団員、名古屋ウィンドシンフォニー指揮者、ヴァンガードブラス鳥取指揮者、ウィンドアンサンブル ドゥ・ノール音楽監督

### 運営委員
- 池上政人 - 洗足学園音楽大学教授、東京藝術大学講師
- 岩田俊哉 - 川崎医療福祉大学ウインドオーケストラハートフルウインズ常任指揮者
- 奥山泰三 - 東京佼成ウインドオーケストラ、昭和音楽大学非常勤講師、ウインドアンサンブル・ソレイユ音楽監督
- 織田浩司 - 米米CLUB、東京ミュージック＆メディアアーツ尚美講師
- 近藤久敦 - 指揮者
- 長谷川公彦 - 愛媛県立伊予高等学校教諭
- 日野謙太郎 - 愛知県 光ヶ丘女子高等学校教諭
- 福田昌範 - 洗足学園大学講師、ユーフォニアム奏者
- 福本信太郎 - 昭和音楽大学専任講師、アンサンブルリベルテ常任指揮者
- 松本壮史 - 岡山県 おかやま山陽高等学校教諭
- 楊鴻泰 - バンドディレクター、ウインドアンサンブル「奏」常任指揮者

### 事務局長
- 岩田俊哉 - 同上

## 出版物等

### 委嘱作品
- 2007年 - 翡翠（ジョン・マッキー）[2]
- 2008年 - クライミング・パルナッサス（ジョナサン・ニューマン（英語版））
- 2008年 - シンフォニックポエム 夢の航跡 吹奏楽版（松下功）
- 2008年 - “ル・ピトレスク”～ウインドオーケストラの為の～（光田健一）
- 2008年 - シックス・スティックス（小長谷宗一）
- 2009年 - アクシス・ムンディ（スティーヴン・ブライアント）
- 2009年 - 星屑の揺蕩い（江原大介）[3]
- 2009年 - 古典ジャズ組曲（3つの黒人霊歌に基づく）（山里佐和子）
- 2009年 - サキソフォン日和～Bel Tempo pel i Sassofonisti（小長谷宗一）
- 2010年 - リベレーション（“我を解き放ち給え”）（デイヴィッド・マスランカ）[4]
- 2010年 - 吹奏楽のためのスケルツォ　第３番《熱、喧騒、浜辺にて》（鹿野草平）[5]
- 2010年 - 魔法のパルチードアウト～吹奏楽のために（光田健一）
- 2010年 - フォー クラリネッターズ（小長谷宗一）
- 2011年 - ヴィヴィッド・ジオグラフィー（ジョナサン・ニューマン）
- 2011年 - イン・サーチ・オブ・ハーモニー（稲森安太己）
- 2011年 - グレイドレス 改訂版（日下部進治）
- 2012年 - 交響曲第9番（デイヴィッド・マスランカ）[6]
- 2013年 - ディス・イズ・ザ・ドラム（アンドリュー・ボイセンJr.）
- 2013年 - 雲を越えて、空の彼方へ！（リチャード・L.ソーシード）
- 2013年 - オプセシォネル（長生淳）
- 2013年 - 倭建命 流離譚（井澗昌樹）
- 2013年 - 創造のレゾナンス（江原大介）
- 2014年 - 奔馬を秘めて（長生淳）
- 2014年 - 3つの戦法による《譜》（鹿野草平）
- 2015年 - シャドウズ・アブレイズ（キャサリン・サルフェルダー（英語版））

### CD
- 碧空 <JWECC2006 コンサートライヴ> - BOCD-7174
- 翡翠 <JWECC2007 コンサートライヴ> - BOCD-7179/80
- クライミング・パルナッサス <JWECC2008 コンサートライヴ> - BOCD-7190/91
- アクシス・ムンディ <JWECC2009コンサートライヴ> - BOCD-7308
- トリビュート・トゥー・グレインジャー<JWECC2009コンサートライヴ> - BOCD-7309
- ヴィルトーゾの競演 <JWECC2009オープニングガラコンサート> - OSBR-26001
- COLORS - CLRS-001
- メキシコの祭り <JWECC2010コンサートライヴ> - BOCD-7318/19
- リベレーション 我を解き放ち給え - OSBR-27001
- ハーベスト <JWECC2011コンサートライヴ> - BOCD-7335
- ヴィヴィッド・ジオグラフィー／ジョナサン・ニューマン - OSBR-28001
- 交響曲第9番／デイヴィッド・マスランカ - OSBR-29009
- ディス・イズ・ザ・ドラム <JWECC2013コンサートライヴ> - BOCD-7362
- 創造のレゾナンス　～中学校バンドレパートリー - BOCD-7361
- シェルタリング・スカイ　～高校バンドレパートリー - BOCD-7362
- 奔馬を秘めて <JWECC2014コンサートライヴ> - BOCD-7387
- 葬送と勝利の大交響曲 <JWECC2015コンサートライヴ> - OSBR32003

### 書籍
- NO HOLIDAY! ～全ては音楽のために／Frederick Fennell 100th Anniversary（2014） - JWECC-001
  - 《付属CD》マエストロ・フェネルとTKWO最後の共演「ラッパと太鼓」 - 指揮：F.フェネル、演奏：東京佼成ウインドオーケストラ